# Волково (Фроловский сельсовет)
Во́лково — деревня в Грязовецком районе Вологодской области России, на реке Едлаз.
Входит в состав Перцевского муниципального образования (с 1 января 2006 года по 9 апреля 2009 года входила во Фроловское муниципальное образование), с точки зрения административно-территориального деления — во Фроловский сельсовет.
Расстояние до районного центра Грязовца по автодороге — 29,5 км, до центра муниципального образования Слободы по прямой — 19 км. Ближайшие населённые пункты — Неклюдово, Малое Займище, Паршино.
По данным переписи в 2002 году постоянного населения не было.